# Gorybia pilosa
Gorybia pilosa là một loài bọ cánh cứng trong họ Cerambycidae.